# Anil Couto
Anil Joseph Thomas Couto (ur. 22 września 1954 w Pemburpa) – indyjski duchowny katolicki, arcybiskup Delhi od 2013.

## Życiorys
Wstąpił do seminarium duchownego w Delhi. Doktoryzował się z zakresu teologii ekumenicznej na rzymskim Angelicum.
Święcenia kapłańskie otrzymał 8 lutego 1981. Był m.in. rektorem seminariów w Delhi (1991-1994) oraz w Gurgaon (1998-2001).

### Episkopat
22 grudnia 2000 został mianowany biskupem pomocniczym diecezji Delhi ze stolicą tytularną Cenculiana. Sakry biskupiej udzielił mu 11 marca 2001 ówczesny arcybiskup Delhi - Vincent Conçessao.
24 lutego 2007 został prekonizowany biskupem diecezji Jalandhar. 16 kwietnia tegoż roku objął urząd w diecezji.
30 listopada 2012 papież Benedykt XVI mianował go arcybiskupem Delhi. Ingres odbył się 20 stycznia 2013. Paliusz otrzymał z rąk papieża Franciszka w dniu 29 czerwca 2013.
W latach 2017-2025 był sekretarzem generalnym Konferencji Biskupów Łacińskich Indii. Od lutego 2024 jest sekretarzem generalnym Biskupiej Konferencji Indii.